# Ommata viridis
Ommata viridis là một loài bọ cánh cứng trong họ Cerambycidae.